# Òrix blanc
L'òrix blanc (Oryx dammah) és una espècie d'antílop africà de la subfamília dels hipotragins. És l'única espècie d'òrix que té les banyes corbades; per aquest motiu, en alguns idiomes se'l coneix com a «antílop simitarra». El seu aspecte és l'habitual dels òrixs, però les banyes es corben cap enrere en forma de simitarra i el seu pelatge, en gran part blanc, és rogenc a les potes i al coll, mentre que la màscara facial gairebé és absent.
Aquesta espècie fou domesticada a l'antic Egipte com a animal productor de carn. Eventualment, la seva domesticació s'esvaí a causa de l'agressivitat de l'espècie. La seva distribució cobria tot el territori del Sàhara.
L'informe de l'octubre del 2008 de la Unió Internacional per a la Conservació de la Natura el considera extint en estat salvatge, però n'hi ha uns 1.250 exemplars en captivitat (1996) i a Tunísia hi ha un pla per a reintroduir-lo.